# Vinícius Lopes
Vinícius Silva Lopes Souto (* 29. Januar 1988 in Brasilia) ist ein brasilianischer Fußballspieler. Der offensive Mittelfeldspieler und Stürmer schaffte mit dem schwedischen Klub BK Häcken am Ende der Zweitligaspielzeit 2008 den Aufstieg in die Allsvenskan.

## Karriere
Lopes begann seine Profikarriere beim brasilianischen Klub Cruzeiro Belo Horizonte. Anfang 2008 verließ er sein Heimatland und wechselte auf Leihbasis nach Schweden zu BK Häcken. Mit dem Verein, bei dem er die Rückennummer „11“ erhielt, trat er in der zweitklassigen Superettan an. Im Laufe der Spielzeit kam der Offensivspieler in 24 Spielen zum Einsatz und trug mit fünf Toren zum Erreichen des zweiten Tabellenranges bei, der zum direkten Aufstieg in die Allsvenskan berechtigte. Jedoch konnte er sich nicht als Stammspieler in der Startformation festsetzen und kam in seiner ersten Erstligaspielzeit hauptsächlich als Einwechselspieler zum Einsatz – lediglich bei zwei seiner 24 Erstligaeinsätze stand er in der Startelf. Mit drei Saisontoren verhalf er dennoch dem Klub zum fünften Tabellenplatz. Anschließend kehrte er zunächst nach Brasilien zurück, nach einer Verlängerung seines Vertrages mit Cruzeiro verlängerte der Klub den Leihvertrag mit BK Häcken um ein weiteres Jahr. Am Ende der Spielzeit 2010 verließ er gemeinsam mit seinem Landsmann Paulinho den Göteborger Klub.
Lopes schloss sich Anfang 2011 dem südkoreanischen Klub Gwangju FC in der K-League an. Am Ende der Saison verließ er den Klub wieder. Seitdem spielt Lopes für verschiedene Klubs in den VAE.